# Assaji

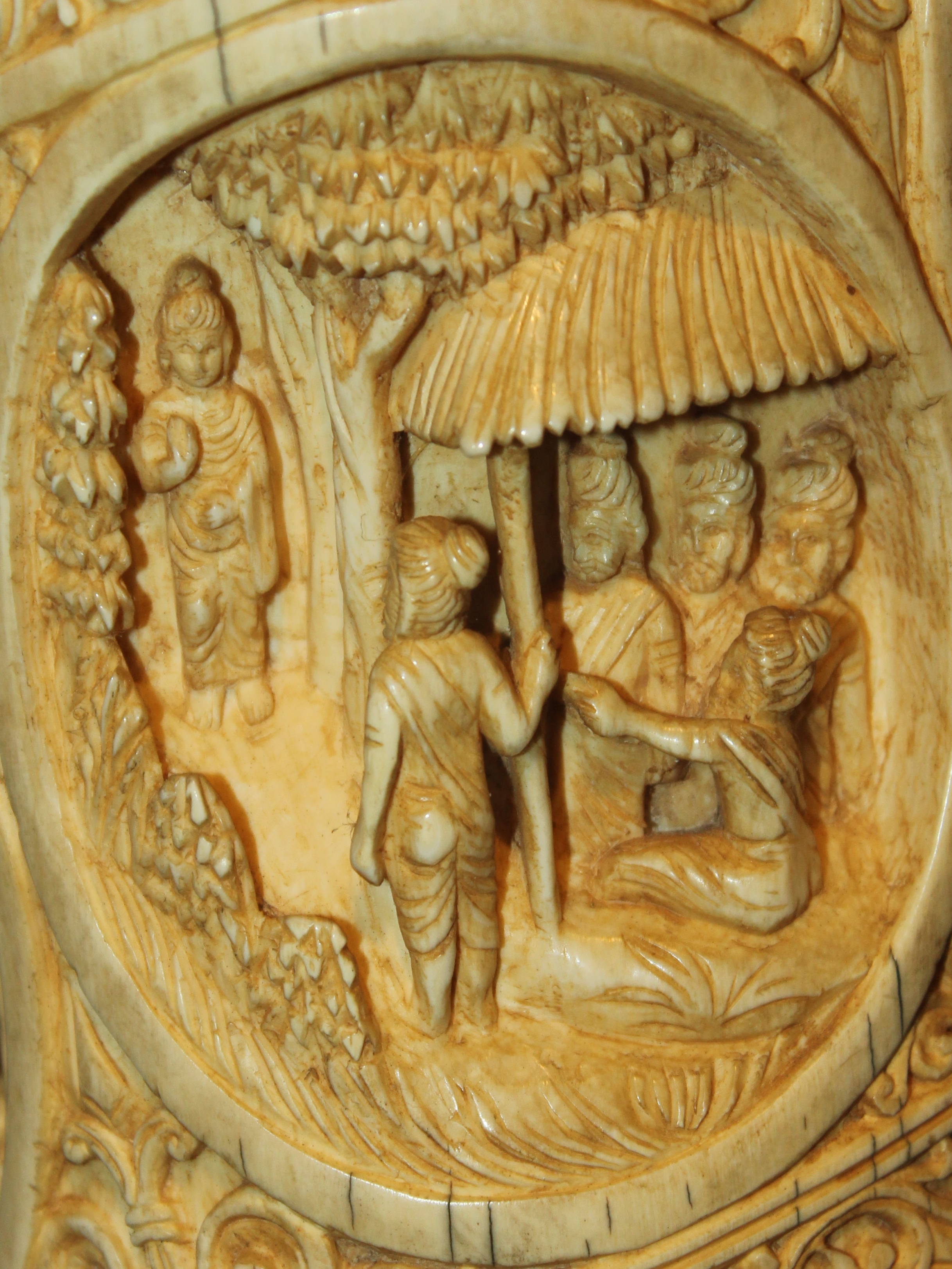
Boeddha bezoekt de vijf asceten

Assaji ook Assaji Thera was een leerling van Gautama Boeddha en een van de vijf asceten waar de Boeddha voor zijn verlichting mee was opgetrokken.
Tijdens de spirituele zoektocht kwam Boeddha vijf asceten tegen, die ook op hun zoektocht waren. Deze vijf hadden het idee dat zij door boetedoening de verlichting konden bereiken. Uiteindelijk was Boeddha het niet met hen eens en vond dat men het middenweg moest bewandelen, want de kwelling van het lichaam kon niet een essentieel onderdeel van het bereiken van de ultieme werkelijkheid zijn.
Nadat Boeddha de verlichting had bereikt, kwam hij in Benares de vijf asceten weer tegen. Een van hen was Assaji en hij werd een leerling van de Boeddha. Toen Assaji aalmoezen aan het verzamelen was kwam hij Sariputta tegen, die een leerling van Sanjata Belatthiputta, een grote wijze in de tijd van Boeddha, was. Maar Sariputta was teleurgesteld in de nihilistische filosofie. Sariputta vroeg aan Assaji wat de leer van Boeddha was en Assaji antwoordde dat de leer van Boeddha was alle oorzaken te kennen en te weten hoe je die kunt beëindigen.